# Гален, Генрих фон
Генрих фон Гален (нем. Heinrich von Galen; около 1480 — 30 мая 1557) — ландмейстер Тевтонского ордена в Ливонии (1551—1557).

## Биография
В 1519—1529 годах Генрих фон Гален занимал должность фогта замка Кандава. В 1529 году был назначен комтуром Кулдиги (Голдингена). В 1535 году Генрих фон Гален стал маршалом Ливонского Ордена. В 1551 году после смерти ливонского магистра Иоганна фон дер Реке Генрих фон Гален был избран новым ландмейстером Тевтонского Ордена в Ливонии.
Формально Ливонский орден являлся вассалом императора Священной Римской империи, однако никакой поддержки от него не получал.
В Ливонской конфедерации, которую вместе с орденом составляли четыре других крупных землевладельца (архиепископство Рижскиое и епископства Курляндское, Дерптское и Эзель-Викское), не было единства в политической линии. Одна из партий считала, что нужно сохранять независимость и просить поддержки у германских князей; другие стремились к заключению военного союза или даже унии с Польшей; третьи обращали взоры на Швецию. Объединяло политиков Ливонии только враждебное отношение к России, которая с периода  царствования Иоанна III Васильевича (1462-1505) стремилась заполучить выход к торговым путям на Балтийском море.
15 июня 1554 года между Русским царством и Ливонским Орденом было заключено перемирие на 15 лет. По условиям мирного соглашения дерптский епископ должен был выплачивать со своей области ежегодную дань Москве. Православные церкви в орденских владениях не должны были разоряться и закрываться. Русские купцы получали право на свободную торговлю на всей территории Ливонии. Орденские власти должны были пропускать через свою территорию всех иностранцев, прибывающих на царскую службу. Ливонский Орден не должен был оказывать военной помощи Польскому королевству и Великому княжеству Литовскому против Русского государства.
В 1554-1557 гг.  между политическими силами Ливонской конфедерации разгорелась междоусобная война, поводом к которой стал конфликт Генриха фон Галена с рижским архиепископом Вильгельмом Бранденбургским. В 1554 году Вильгельм Бранденбургский, проводивший пропольскую политику, назначил своим коадъютором герцога Христофора Мекленбург-Шверинского, родственника польского короля и великого князя литовского Сигизмунда II Августа, и к тому же лютеранина. Данный акт вызвал недовольство Генриха фон Галена, расценившего его как движение к передаче Ливонии под власть Польши. Он созвал в Вендене ландтаг, который осудил решение рижского архиепископа, и объявил на этом ландтаге ему войну. К каковой стороны и начали готовиться: рижский епископ обратился за военной помощью к своему брату, герцогу Альбрехту Прусскому, а ливонский магистр отправил Готхарда Кетлера в Германию за наёмниками. Будучи приверженцем союза с Польшей, дипломат и комтур Динабурга Кетлер в этой междоусобице тем не менее сохранил верность руководству ордена, и в 1556 г. отправился вербовать ландскнехтов.
В 1556 году Генрих фон Гален назначил своим коадъютором сторонника независимости ордена Иоганна Вильгельма фон Фюрстенберга, феллинского комтура. Это назначение вызвало недовольство ливонского маршала Каспара фон Мюнстера, который сам претендовал на эту должность. Мюнстер перешел на сторону рижского архиепископа, и совместно они решили передать всю Ливонию под покровительство польского короля Сигизмунда Августа. Каспар фон Мюнстер отправился на переговоры в Польшу и Пруссию.
Тем временем несколько переправленных Готхардом Кетлером из германских земель отрядов сформировали войско во главе с Фюрстенбергом, которому летом 1556 г. удалось пленить архиепископа и захватить многие его владения. Это спровоцировало ответные действия короля Сигизмунда, выдвинувшего к границам Ливонского ордена крупную армию весной следующего года.
30 мая 1557 года Генрих фон Гален скончался. Новым ландмейстером Тевтонского ордена в Ливонии был избран его заместитель Иоганн Вильгельм фон Фюрстенберг — который и был вынужден заключить в Посволе мирный договор с противником, признав все его права и обязавшись возместить нанесённый ущерб: в сентябре 1557 г. между Ливонским орденом и Польшей был заключен официальный военный союз.